# Mario Haas
Mario Haas (sinh ngày 16 tháng 9 năm 1974) là một cầu thủ bóng đá người Áo chơi ở vị trí tiền đạo.

## Đội tuyển bóng đá quốc gia
Mario Haas ra mắt đội tuyển quốc gia Áo vào tháng 4 năm 1998 trong trận giao hữu với Hoa Kỳ và là tuyển thủ Áo tham dự World Cup 1998. Ông ra sân 43 trận, ghi được 7 bàn thắng. Trận đấu quốc tế cuối cùng của Haas diễn ra vào tháng 5 năm 2007 trong trận giao hữu với Scotland. Sau đó, ông được huấn luyện viên Karel Brückner gọi lên tuyển chuẩn bị cho trận giao hữu với Thổ Nhĩ Kỳ vào tháng 11 năm 2008, nhưng ông đã từ chối để tập trung cho câu lạc bộ Sturm Graz.

## Thống kê sự nghiệp
| Đội tuyển bóng đá Áo | Đội tuyển bóng đá Áo | Đội tuyển bóng đá Áo |
| Năm                  | Trận                 | Bàn                  |
| -------------------- | -------------------- | -------------------- |
| 1996                 | 1                    | 0                    |
| 1997                 | 0                    | 0                    |
| 1998                 | 10                   | 2                    |
| 1999                 | 4                    | 0                    |
| 2000                 | 1                    | 0                    |
| 2001                 | 7                    | 0                    |
| 2002                 | 0                    | 0                    |
| 2003                 | 8                    | 4                    |
| 2004                 | 6                    | 1                    |
| 2005                 | 3                    | 0                    |
| 2006                 | 0                    | 0                    |
| 2007                 | 3                    | 0                    |
| Tổng cộng            | 43                   | 7                    |

## Danh hiệu
Sturm Graz
- Austrian Football Bundesliga: 1997–98, 1998–99, 2010–11
- Cúp quốc gia Áo: 1995–96, 1996–97, 1998–99, 2009–10
- Siêu cúp Áo: 1996, 1997

JEF United Chiba
- J.League Cup: 2005, 2006